# Agrostis tuvinica
Agrostis tuvinica là một loài thực vật có hoa trong họ Hòa thảo. Loài này được Peschkova mô tả khoa học đầu tiên năm 2001.